# Tomi Horvat
Tomi Horvat (* 24. März 1999 in Murska Sobota) ist ein slowenischer Fußballspieler.

## Karriere

### Verein
Horvat begann seine Karriere beim NŠ Mura. Zur Saison 2013/14 wechselte er in die Jugend des NK Maribor. Nach fünf Jahren in Maribor kehrte er zur Saison 2018/19 wieder nach Murska Sobota zurück. Dort debütierte er im Juli 2018 gegen den NK Triglav Kranj in der 1. SNL. In seiner ersten Saison im Profibereich kam er zu 30 Einsätzen, in denen er zwei Tore erzielte. In der Saison 2019/20 absolvierte er wieder 30 Spiele und kam wieder auf zwei Saisontore. In der Saison 2020/21 wurde er mit Mura Meister, in der Meistersaison kam er auf 33 Einsätze in der Prva Liga und erzielte dabei zwei Tore. In der Saison 2021/22 kam er zu 35 Einsätzen (lediglich den letzten Spieltag verpasste er durch eine Gelbsperre). In jener Spielzeit zeigte der Achter mit neun Saisontoren auf und war damit der beste Torschütze seiner Mannschaft. Auch in der UEFA Europa Conference League gegen Tottenham Hotspur war er einmal erfolgreich.
Zur Saison 2022/23 wechselte Horvat nach Österreich zum SK Sturm Graz, bei dem er einen bis Juni 2025 laufenden Vertrag erhielt. In der vorherigen Spielzeit war Horvat mit Mura noch an den Grazern im Playoff zur UEFA Europa League gescheitert.

### Nationalmannschaft
Horvat durchlief ab der U-16 sämtliche slowenische Jugendnationalauswahlen und kam insgesamt auf 50 Einsätze für diese. Im März 2022 debütierte er in einem Testspiel gegen Katar im A-Nationalteam. 2024 wurde er in den Kader der slowenischen Mannschaft für die EM berufen.

## Erfolge
- Österreichischer Meister: 2024, 2025
- Österreichischer Cup-Sieger: 2023, 2024